# Ekenäs IF
Ekenäs Idrottsförening is een Finse voetbalclub uit de stad Raseborg, voorheen Ekenäs. De club werd in 1905 opgericht, daarmee is het een van de oudste voetbalverenigingen uit Zuidwest-Finland. De thuiswedstrijden worden gespeeld op het centrale sportpark in de stad (Ekenäs Centrumplan). In Finland wordt de club vaak afgekort met de naam EIF.

## Geschiedenis
EIF kwam slechts één seizoen uit in de hoogste Finse voetbalklasse, dat was in 1933. Men behaalde geen enkel punt in dat seizoen. De meeste seizoenen kwam men uit op het derde niveau, dat bekend staat onder de naam Kakkonen. De club speelt tot op heden een bescheiden rol in het Finse voetbal.
In maart 2018 behaalde men de halve finales van de Finse voetbalbeker. In de groepsfase behaalde men een tweede plaats in groep E en liet het Veikkausliiga-deelnemers IFK Mariehamn en TPS achter zich. In de knock-outfase versloeg het nog AC Oulu en FC Haka voordat het in de halve finales werd uitgeschakeld door FC Inter Turku (0-5). Inter was in dat seizoen ook de bekerwinnaar.
In 2023 promoveerde EIF als kampioen naar de Veikkausliiga.

## Eindklasseringen
| Seizoen | № | Clubs | Divisie | Duels | Winst | Gelijk | Verlies | Doelsaldo | Punten | Tsch |
| ------- | - | ----- | ------- | ----- | ----- | ------ | ------- | --------- | ------ | ---- |
| 2015    | 8 | 10    | Ykkönen | 27    | 8     | 7      | 12      | 36–49     | 31     | 826  |
| 2016    | 8 | 10    | Ykkönen | 27    | 10    | 1      | 16      | 36–53     | 31     | 809  |
| 2017    | 7 | 10    | Ykkönen | 27    | 8     | 6      | 13      | 33–43     | 30     | 689  |
| 2018    | 3 | 10    | Ykkönen | 27    | 12    | 11     | 4       | 36–26     | 47     | 804  |
| 2019    | 6 | 10    | Ykkönen | 27    | 9     | 3      | 15      | 33–43     | 30     | 597  |
| 2020    | 4 | 12    | Ykkönen | 22    | 10    | 6      | 6       | 45–25     | 36     | 730  |
| 2021    | 5 | 12    | Ykkönen | 27    | 10    | 7      | 10      | 45–38     | 37     | 403  |